# BaseBoys
BaseBoys er en dansk ungdoms-tv-serie, som bliver vist på DR Ultra. Det første afsnit kom 16. februar 2018. En af skuespillerne er Bastian kendt fra MGP.
BaseBoys handler om fire venner, der helt tilfældigt bliver Danmarks største boyband. Første sæson havde premiere den 16. februar og bestod af 22 afsnit.

## Handling
De mødes i Mikkels kælder og spiller CS:GO, men da deres router går i stykker, ender de med at deltage i skolens band battle.
Seriens hovedperson er Oliver (Morgan Batchelor), som laver videoer om, hvad han tænker. Seriens omdrejningspunkt er, at Oliver prøver at fortælle Mathilde (Isa Thorlacius), at han er vild med hende og samtidig prøver at skjule det for Emil (Bastian Lars Andreasen), der er bror til Mathilde, fordi han er bange for, at han skal finde ud af det. Den eneste, der ved det, er A.J. (Vigga Rohweder), som fik det at vide ved et uheld under optagelsen af "Level 1000" (deres helt store hit udgivet d. 2. februar 2018 på DR Ultras Youtube-kanal), der er en musikvideo, hvor Oliver stod og talte med sig selv. A.J. er meget dårlig til at holde på det.
Emil, som er Olivers bedste ven, har det ikke nemt. Han har nemlig astma i en høj grad og er ikke god til at tage sin medicin. Inden BaseBoys blev kendte, blev Emil altid drillet med sin astma af Steen og Markus, skolens populære drenge.

## Medvirkende
| Skuespiller              | Figur  | Rolle           |
| ------------------------ | ------ | --------------- |
| Bastian Lars Andreasen   | Emil   | Vokal           |
| Morgan Batchelor         | Oliver | Sangskriver     |
| Vigga Rohweder           | A. J.  | Musik og melodi |
| Tobias Bastian Them Burø | Mikkel | Leder           |

## Episoder

### Sæson 1
| Nr. | Titel                       | Først sendt      |
| --- | --------------------------- | ---------------- |
| 1   | "Skal vi være stjerner?"    | 16. februar 2018 |
| 2   | "Sælger ulovlig energidrik" | 16. februar 2018 |
| 3   | "Til grin foran skolen?"    | 19. februar 2018 |
| 4   | "Det mystiske hit"          | 20. februar 2018 |
| 5   | "En mega makeover"          | 21. februar 2018 |
| 6   | "Hacker et hotel"           | 22. februar 2018 |
| 7   | "Kan han se vi lyver?"      | 23. februar 2018 |
| 8   | "Flygter fra vores fans"    | 26. februar 2018 |
| 9   | "Hævn over mobning"         | 27. februar 2018 |
| 10  | "Skrider fra musikvideo"    | 28. februar 2018 |
| 11  | "Fester med VIP-stjerne"    | 1. marts 2018    |
| 12  | "Min falske kæreste"        | 2. marts 2018    |
| 13  | "Ofrer sig for bandet"      | 5. marts 2018    |
| 14  | "Svigter sin bedste ven"    | 6. marts 2018    |
| 15  | "Går amok på tv!"           | 7. marts 2018    |
| 16  | "En farlig hemmelighed"     | 8. marts 2018    |
| 17  | "Smidt ud af bandet?"       | 9. marts 2018    |
| 18  | "R.I.P. vores band!"        | 12. marts 2018   |
| 19  | "Vi stjæler en bil"         | 13. marts 2018   |
| 20  | "Kan du tilgive os, Emil?"  | 14. marts 2018   |
| 21  | "Holder kæmpe koncert"      | 15. marts 2018   |
| 22  | "Venner 4ever?"             | 16. marts 2018   |

### Sæson 2
| Nr.  | Titel                                | Først sendt                        |
| ---- | ------------------------------------ | ---------------------------------- |
| 1    | "Vi har mistet Emil"                 | 2. november 2018                   |
| 2    | "Stjæler fra slikbutik"              | 5. november 2018                   |
| 3    | "Ny pige i klassen"                  | 6. november 2018                   |
| 4    | "Møde med Emil går galt"             | 7. november 2018                   |
| 5    | "Mathilde starter pigeband"          | 8. november 2018                   |
| 6    | "Til grin foran alle"                | 9. november 2018                   |
| 7    | "Slås på scenen"                     | 12. november 2018                  |
| 8    | "Kæmper mod GoldGirls"               | 13. november 2018                  |
| 9    | "En sindssyg battle"                 | 14. november 2018                  |
| 10   | "Vi snyder pigerne"                  | 15. november 2018                  |
| 15   | "AJ hacker Fortnite"                 | 16. november 2018                  |
| 1213 | "Kan vi stjæle sangen?"              | 19. november 201820. november 2018 |
| 14   | "Oliver svigter Mathilde"            | 21. november 2018                  |
| 15   | "Lad os sprænge Gunpowder i luften?" | 22. november 2018                  |
| 16   | "Opdager kæmpe hemmelighed"          | 23. november 2018                  |
| 17   | "Vi skal redde Oliver!"              | 26. november 2018                  |
| 18   | "Vi har en vild plan!"               | 27. november 2018                  |
| 19   | "Fanget på scenen"                   | 28. november 2018                  |
| 20   | "Hvad sker der med os?"              | 29. november 2018                  |

## Musik
| BaseBoys   | GoldGirls       | Fælles          |                 |
| Level 1000 | Skybrud         | Boomerang       |                 |
| Forelsket  | Boomerang       | Wigglemania     |                 |
| Nemt Nok   | Sæson 1, 2 og 3 | Sæson 1, 2 og 3 | Sæson 1, 2 og 3 |
| Tornado    | Sæson 1, 2 og 3 | Sæson 1, 2 og 3 | Sæson 1, 2 og 3 |
| Boomerang  | Sæson 1, 2 og 3 | Sæson 1, 2 og 3 | Sæson 1, 2 og 3 |
| Loyal      |                 |                 |                 |
| Solskin    |                 |                 |                 |
| ---------- | --------------- | --------------- | --------------- |

## Modtagelse
Birgitte Kjær fra Politiken var positivt stemt over for serien, som hun mente, der fangede sin tween-målgruppe godt. Ifølge Kjær er "konflikterne [...] tegnet skægt nok op til, at unge, kræsne seere hægter sig på og er klar til mere, mere, mere", og hun roste videre konceptet i at inddrage youtuberen Julia Maria til at forklare klassiske tweenudfordringer.